# Abu (Disney)
Pour les articles homonymes, voir Abu.
Abu est un personnage de fiction qui est apparu pour la première fois dans le long métrage d'animation Aladdin. Le personnage apparaît dans les suites du film sorties directement en vidéo : Le Retour de Jafar (1994) et Aladdin et le Roi des voleurs (1996), ainsi qu'une série télévisée, Aladdin (1994-95), des bandes-dessinées et l'adaptation cinématographique en prise de vues réelles (2019).
On retrouve aussi Abu dans l'univers Disney à plusieurs reprises, dans Hercule et Aladdin et à deux reprises dans la série  Disney's Tous en boîte.
Son nom figure aussi dans les personnages du film Edvard du réalisateur Ivan Vyrypayev.

## Description
L'alter ego d'Aladdin, un petit sapajou que ses chapardages mettent dans des vilains draps, mais qui s'en tire grâce à son grand cœur. C'est aussi le seul ami d'Aladdin au début du dessin animé (Aladdin le dit dans sa chanson « Je vole »).
Le nom de Abu voulant dire en langue Arabe "père", l'idée était de donner une figure paternelle à Aladdin[réf. nécessaire] qui, rappelons le, n'a pas de parents.
Dans l'adaptation de 2019, il est représenté par un capucin brun,,.

## Interprètes
Abu est un personnage qui ne parle pas, il fait simplement des petits bruits. 
- Voix originale[1] : Frank Welker
- Voix française : Frank Welker
- Voix québécoise : Frank Welker

## Caractéristiques particulières
- Frank Welker assura la voix d'Abu durant les trois films et dans trois versions (anglaise, française et québécoise).
- Il est inspiré par le personnage d'Abou le voleur, joué par Sabu dans Le Voleur de Bagdad[5].